# Carrutxa
Carrutxa és una associació cultural nascuda el 1980 a Reus dedicada a la recerca i la difusió del patrimoni etnològic i de les manifestacions de la cultura popular principalment al Baix Camp i al Priorat. Per a dur a terme el seu objectiu organitza jornades, estudis, i la publicació de llibres. S'oposà activament a l'Ordenança de Civisme de Reus el 2014 en considerar que tenia greus problemes d'interpretació i discriminava els actes associatius i festius al carrer. També criticà el consistori tarragoní en considerar un espectacle l'estudi de la mòmia del general Prim.